# Westland Widgeon
Westland Widgeon – brytyjski śmigłowiec wyprodukowany przez firmę Westland Aircraft po zakończeniu II wojny światowej. Maszyna była zmodernizowaną wersją śmigłowca Westland WS-51 Dragonfly.

## Historia
W 1955 roku Westland Aircraft podjął próbę zmodernizowania swojej maszyny Dragonfly pod kątem zwiększenia pojemności kabiny. Było to całkowicie prywatne przedsięwzięcie Westlanda. Zmianom uległ kadłub, który musiał pomieścić czterech pasażerów oraz jednego pilota. Podjęto również decyzję aby w nowej maszynie wykorzystać głowicę wirnika oraz sam wirnik z modelu Westland Whirlwind. Tak zmodernizowany śmigłowiec o nazwie własnej Widgeon wzniósł się po raz pierwszy w powietrze 23 sierpnia 1955 roku. Wybudowano zaledwie dwanaście nowych śmigłowców, kolejne trzy przebudowano z oryginalnych WS-51. Pomimo skromnej liczby maszyn, znalazły one zastosowanie na kilku kontynentach.